# Lissamphibia
Lissamphibia – podgromada obejmująca wszystkie współczesne płazy.
Współczesne płazy są zaliczane do trzech rzędów: Anura (żaby i ropuchy), Caudata lub Urodela (salamandry i traszki) oraz Gymnophiona lub Apoda (płazy beznogie). Mimo że ich pochodzenie nie jest dokładnie znane, wspólne cechy wskazują, że posiadają wspólnego przodka, czyli tworzą klad. Opisanie permskiego przedstawiciela grupy trzonowej Gerobatrachus hottoni sugeruje, że żaby i salamandry – pochodzące od temnospondyli – miały wspólnego przodka później (ok. 270 mln lat temu) niż przypuszczano w oparciu o sam zegar molekularny, natomiast Gymnophiona wyewoluowały z przedstawicieli lepospondyli. Moment rozejścia się linii ewolucyjnej płazów na temnospondyle i lepospondyle jest szacowany na 335–328 mln lat temu. Inne analizy filogenetyczne potwierdzają natomiast, że Lissamphibia są taksonem monofiletycznym; pozostaje jednak niepewne, czy pochodzą one od lepospondyli, czy od temnospondyli.